# Ángelosz Baszinász
 Ángelosz Baszinász  (Görögül:Άγγελος Μπασινάς) (Halkída, 1976. január 3. –) görög válogatott labdarúgó.

## Pályafutása

### Klubcsapatokban
1995 és 2005 között a Panathinaikósz játékosa volt, melynek tagjaként két alkalommal nyerte meg a görög bajnokságot és szerepelt az UEFA-bajnokok ligájában. 2005 és 2008 között a spanyol Mallorcában játszott. 2008 nyarán három éves szerződést kötött az AÉK Athén  csapatával, de mindössze fél évet töltött a klubnál és Angliába szerződött a Portsmouth együtteséhez. 2010-ben bejutott a Portsmouth az FA-kupa döntőjébe, de Baszinász nem lépett pályára a Chelsea elleni döntőben. 2010 nyarán a francia első osztályban szereplő Arles-Avignonghoz igazolt honfitársával Ángelosz Harisztéasz társaságában. Mindössze 5 mérkőzésen lépett pályára – négy alkalommal a bajnokságban és egy kupamérkőzésen, majd két hónapot követően felbontották a szerződést és 34 évesen befejezte a pályafutását.

### A válogatottban
1999 és 2009 között 100 alkalommal szerepelt a görög válogatottban és 7 gólt szerzett. Tagja volt a 2004-es Európa-bajnokságon győztes válogatott keretének, ahol a házigazda Portugália ellen gólt szerzett büntetőből a torna nyitómérkőzésén, amit meglepetésre 2–1-re megnyertek a görögök. A döntőben ismét Portugáliával találkoztak és Baszinász szögletéből szerezte Ángelosz Harisztéasz azt a gólt, amivel hatalmas meglepetésre megnyerték az Európa-bajnokságot. 
Részt vett még a 2005-ös konföderációs kupán és a 2008-as Európa-bajnokságon is. 2009. április 1-jén az Izrael elleni világbajnoki selejtező alkalmával játszotta a 100. egyben utolsó mérkőzését a válogatottban. Theódorosz Zagorákisz után ő volt a második görög labdarúgó, akinek sikerült elérnie a száz válogatottságot.

## Sikerei, díjai
Panathinaikósz
- Görög bajnok (1): 1995–96, 2003–04
- Görög kupa-győztes (1): 2003–04

Görögország
- Európa-bajnok: 2004